# Namibisch-Deutsche Stiftung
Die Namibisch-Deutsche Stiftung (NaDS), auch Namibisch-Deutsche Stiftung für kulturelle Zusammenarbeit, ist ein internationales deutschsprachiges Kulturinstitut in Namibia. Sie hat ihren Sitz in der Hauptstadt Windhoek.
Die Namibisch-Deutsche Stiftung ist nach einem deutsch-namibischen Kulturabkommen durch die Regierungen von Deutschland und Namibia 1992 gegründet worden und fördert u. a. die Deutsche Sprache innerhalb Namibias. Sie ging aus der 1976 gegründeten Interessengemeinschaft deutschsprachiger Namibier (IG) hervor.
NaDS war ab 2000 Träger des Goethe-Zentrums in Windhoek, ehe dieses in ein Goethe-Institut umgewandelt wurde.